# Lluna de mel (pel·lícula de 1947)
Lluna de mel (títol original: Honeymoon) és una pel·lícula de comèdia estatunidenca de 1947 dirigida per William Keighley, protagonitzada per Shirley Temple, Guy Madison i Franchot Tone. Està doblada al català.

## Argument
La Bàrbara i en Phil, fugen a Ciutat de Mèxic. La Bàrbara descobreix que el seu xicot, estacionat a la Zona del Canal de Panamà, no només s'ha endarrerit el seu vol, sinó que els dos queden atrapats en tràmits burocràtics, inclosa la necessitat d'un certificat mèdic, i és possible que no es puguin casar abans que hagi de tornar a la seva base militar. El vicecònsol de l'ambaixada dels Estats Units fa tot el possible per intervenir i ajudar els joves amants, però els malentesos freqüents posen en perill el seu propi matrimoni.

## Repartiment
- Shirley Temple com Barbara Olmstead
- Franchot Tone com David Flanner
- Guy Madison com caporal Phil Vaughn
- Lina Romay com Raquel Mendoza
- Gene Lockhart com cònsol Prescott
- Corinna Mura com senyora Mendoza
- Grant Mitchell com congressita Crenshaw
- Julio Villarreal com senyor Gaspar Mendoza
- Manuel Arvide com registrador
- Martí Garralaga com oficial (sense acreditar)

## Producció
RKO originalment planejava obtenir les tres estrelles de Since You Went Away de David O. Selznick, però Joseph Cotten va rebutjar el paper interpretat a la pel·lícula per Franchot Tone. La producció el 1945 a Ciutat de Mèxic es va retardar per una vaga.
La pel·lícula va ser la primera pel·lícula de William Keighley després del seu servei a la Segona Guerra Mundial amb la First Motion Picture Unit i després que va acabar el seu contracte a Warner Bros.

## Recepció
Segons Variety, la pel·lícula va guanyar menys d'1 milió de dòlars a taquilla.
La pel·lícula va registrar una pèrdua de 675.000 dòlars.